# قسطل معاف
قسطل معاف (به عربی: قسطل معاف) یک منطقهٔ مسکونی در سوریه است که در شهرستان اللاذقیه واقع شده‌است.

## خصوصیات
قسطل معاف ۵۸۵ نفر جمعیت دارد.